# تششمة كوة حسين آباد (مقاطعة دلفان)
تششمة كوة حسين‌آباد (بالفارسية: چشمه کوه حسین‌آباد) هي قرية تقع في قسم كاكاوند الشرقي الريفي (مقاطعة دلفان) في إيران. يقدر عدد سكانها بـ 0 نسمة بحسب إحصاء 2016.